# 榮州 (遼寧)
荣州，辽朝时设置头下军州。
重熙十八年（1049年）遼國以前设置头下军州——荣州，于今辽宁省康平县东南36里郝官屯镇齐家屯，治所在荣安县。天辅二年（1118年）女真金朝攻占荣州，为咸州支郡。皇统三年（1143年）废为荣安县。隶属于咸州。